# Schiffsfriedhof von Skuldelev
Der Schiffsfriedhof von Skuldelev, der sich im Roskilde-Fjord der dänischen Insel Seeland befindet, ist eine archäologische Fundstelle nahe der Stadt Roskilde, in der eine Reihe von Wikingerschiffen aus dem 11. Jahrhundert ausgegraben werden konnten.

## Ausgrabungsgeschichte
Die Fischer vom Roskildefjord hatten schon länger vermutet, dass unter einem Steinhaufen, der die engste Stelle des Fjordes bei Skuldelev sperrte, ein uraltes Schiffswrack verborgen liegt. Der Fjord ist hier etwa zwei Kilometer breit, hat aber nur eine sehr geringe Wassertiefe. Daher ist die Schifffahrt auf Rinnen angewiesen. Die wohl um die Jahrtausendwende vom 10. zum 11. Jahrhundert wichtigste Rinne ist absichtlich versperrt worden. 1957 erfolgten erste Untersuchungen durch Taucher.
1962 wurden um die Fundstelle eine Spundwand errichtet und die Fundstelle langsam trockengelegt. Den Meeresboden im Fjord bedeckte dicker Schlamm, der die Schiffe jahrhundertelang vor dem Verfall gerettet hatte. Nach Abtransport der Steine stellte sich heraus, dass nicht nur ein Wikingerschiff, sondern fünf auf dem Grund des Fjordes ruhten. Zwar hatte man bei Sondierungen angenommen, es würde sich um sechs Schiffe handeln, aber es stellte sich dann heraus, dass Nummer II und IV Teile desselben Wracks waren.
Man hatte die Schiffe, offenbar in der Absicht, den Hafen von Roskilde vor Angriffen vom Meer aus zu schützen, von den Masten und Decksplanken befreit, mit Steinen beladen und als Barriere versenkt. Die C14-Untersuchung ergab, dass die Schiffe um das Jahr 1000 ± 100 Jahre gebaut worden sein müssen. Nach Olsen und Crumlin-Pedersen – Leiter der Ausgrabung – sind die Schiffe wahrscheinlich zwischen 950 und 1050 und nach Reinhard Barth etwa zwischen 1030 und 1050 gebaut worden; zum Zeitpunkt der Versenkung hatten sie wohl schon ausgedient. Allerdings wurden die fünf Schiffe nicht alle zur gleichen Zeit versenkt, sondern in einem ersten Schritt nur die Schiffe I, III und V. Die Schiffe II/IV und VI wurden später (ein oder zwei Jahre danach) versenkt.
Was den Fund für die Forschung so interessant macht, ist seine Vielfalt. Der Schiffsfriedhof von Skuldelev bewahrte sozusagen eine Musterkollektion wikingischen Schiffbaus für die Nachwelt; angefangen bei einem Fischerboot über Handelsschiffe hin zu Kriegsschiffen. Die in der Wikingerschiffshalle, dem Museum von Roskilde, sorgsam restaurierten Schiffe liefern heute die Maßstäbe für eine Typologie der Wikingerschiffe (1996 wurden bei Erweiterungsbauten des Museums 9 weitere Schiffe entdeckt, eines davon 36 m lang).

## Schiffe

### Skuldelev I

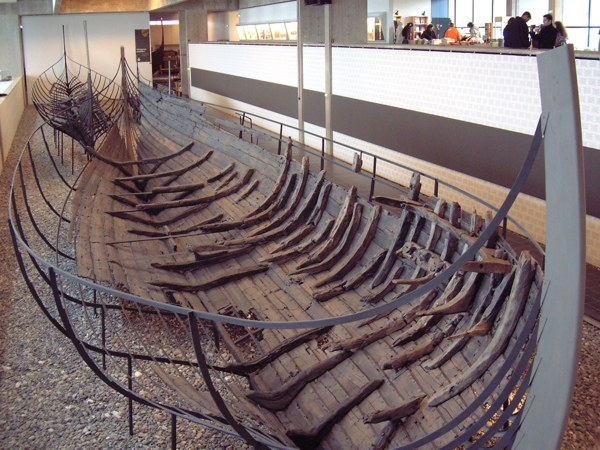
Skuldelev I im Wikingerschiffsmuseum in Roskilde

Mit Skuldelev I ist erstmals ein wikingerzeitliches Hochseehandelsschiff gehoben worden. Insgesamt konnte es eine Nutzlast von 20 bis 24 Tonnen befördern. Dieser Schiffstyp ermöglichte die Überfahrt nach den Färöern, Island, Grönland und Neufundland, da er die nötige Ladekapazität für Güter und Tiere besaß.
Der schwere, solide und hochbordige Charakter des Schiffes erlaubte es, bei einem Sturm auf hoher See dem Meer zu widerstehen, wenn der Laderaum mit Handelswaren oder Kolonisten vollgestopft war. Aber diese Knorr weist nur vier Riemenpaare auf, was bedeutet, dass das Schiff fast ausschließlich gesegelt wurde. Die Rekonstruktion des Rumpfes beweist, dass es sowohl im Hinblick auf Frachtkapazität als auch auf Seetüchtigkeit konstruiert wurde; datiert wird es auf um 1030. Möglich wurde die Frachtkapazität durch den runden Rumpf, der an Bug und Heck spitz zulief. Sein niedriger Tiefgang und der abgerundete Kielraum erleichterten seine Handhabung, wenn kein Hafen verfügbar war.
Glatte Planken aus Kiefernholz, die in Klinkerbauweise durch Stahlnägel miteinander verbunden sind, bilden die Außenhaut. Sie sind bis zu 50 cm breit und 12 bis 13 m lang. Auf den fast geraden Kiel sind getreppte Spanten gesetzt, die bis zu den Querbalken reichen. Oberhalb der Querbalken sind Seitenspante eingebaut, die die Außenhaut versteifen. Das Vorschiff und das Achterschiff haben oberhalb der Querbalken weitere Querbalken, die das erhöhte Vor- und Achterdeck tragen. Mittschiffs liegt der 5,5 m lange Frachtraum mit 30 bis 35 m³ Volumen, der eine Last von maximal ca. 16 Tonnen fassen konnte. Nach unten begrenzen ihn wahrscheinlich starke Bohlen, die in Höhe der Querbalken auf einem Längsstringer aufliegen. Zwar hat das Schiff damit einen Laderaum, der mehr als dreimal so groß war wie der im kleinen Handelsschiff, und höher liegende Decks vorne und achtern, aber alle Reisenden waren ganz den Elementen ausgesetzt und ohne Schutz gegen Wind und Wetter.
Ein kräftiges Kielschwein und zwei Querbalken halten den feststehenden Mast, der ein breites Rahsegel trägt. Auf ein Rahsegel weisen die im Vorschiff angebrachten Abstützungen für den Beitass hin, einer Spiere zum Fixieren der Schothörner des Segels bei Amwindkursen. Das breite Segel macht die Knorr zu einem relativ guten Segler. Das Rudern hat auf den Knorren eine Aufgabe, wie sie heute bei Handelsschiffen Hafenschlepper erfüllen. Die geringe Zahl der Ruderplätze zeigt, dass im Vergleich zum Langschiff auf Knorren nur eine kleine Mannschaft ‚fährt‘.
Mit einem Nachbau dieses Schiffes, der Saga Siglar, wurde von 1984 bis 1986 die Welt umsegelt. Leider sank gerade diese seetüchtigste aller Repliken von Wikingerschiffen 1992 im Mittelmeer, und es brach eine Diskussion über die Seetüchtigkeit der Schiffe aus. Aber es darf nicht übersehen werden, dass die Wikingerschiffe trotz allem den Höhepunkt der historischen Schiffbautechnik darstellen.

### Skuldelev II

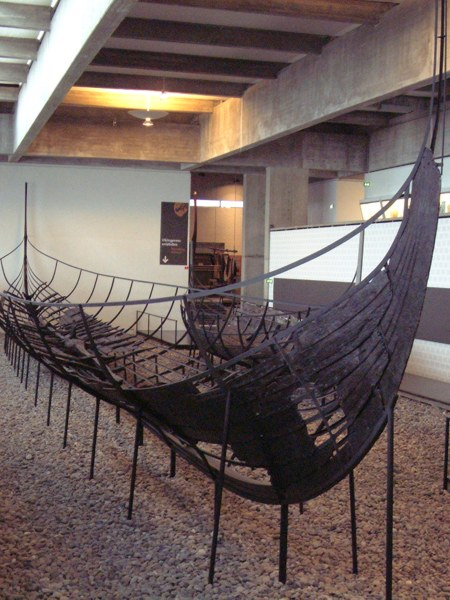
Skuldelev II im Wikingerschiffsmuseum in Roskilde

Skuldelev II ist das klassische, seetüchtige Kriegsschiff, mit dem die Wikinger ihre Züge gegen die Britischen Inseln oder das Frankenreich unternahmen. Bemannt mit um die 70 bis 80 Kriegern gehörte das zirka 30 Meter lange Schiff zu jenen fürstlichen Langschiffen, die in Sagen und Bardenliedern gepriesen werden.
Analysen der Jahrringe im Holz ergaben, dass das Schiff etwa im Jahr 1042 in der Gegend von Dublin gebaut wurde. Die lange, schmale Rumpfform ergab ein hohes Geschwindigkeitspotential bzw. eine hohe Beschleunigungsfähigkeit. Mit 64 Mann an den Riemen konnte dieses Schiff über längere Strecken eine Durchschnittsfahrt von 5–6 Knoten halten. Unter Segel waren bei günstigem Wind noch höhere Geschwindigkeiten möglich (ca. 15–20 Knoten).
Das Schiff hat 37 bis 40 Spanten mit einem Abstand von 74 cm. An den massiven Kiel schließen glatte Planken aus Eiche an. Die Plankenstärke beträgt nur 2–2,5 cm. Der zweite Plankengang ist von innen gegen den Kielgang gesetzt. Die Spanten sind treppenartig gearbeitet und liegen an den Planken direkt an. Gegen den achten Plankengang ist innen ein Längsstringer gesetzt, an dem die Spanten und die unteren Querbalken enden. Die Querbalken tragen die Bodenbretter, die ein durchgehendes Deck bilden; eine Voraussetzung für das Rudern über die gesamte Schiffslänge. Insgesamt sind 64 Plätze möglich. Aus der Breite der Querbalken mittschiffs von 3,2 m lässt sich eine maximale Schiffsbreite von 3,8 m ableiten. Auf die Spanten ist ein 13 m langes Kielschwein gesetzt, das den Fuß für den aufrichtbaren Mast enthält. Der dafür notwendige Mastfisch wie der Schiffsbereich oberhalb der Querbalken ist nicht mehr vorhanden. Der gefundene Stevenrest ist zusammen mit den Plankenansätzen aus einem großen Holzstück gearbeitet.
In der Konstruktion hat dieses Langschiff Ähnlichkeit mit dem fast 200 Jahre früher gebauten Langschiffen von Oseberg und Gokstad. Unterschiede gibt es im geringeren Spantenabstand, bei den glatten Planken, den getreppten Spanten, den Längsstringern und durch die massiven Steventeile. Vor allem ist dieses Schiff wohl aber mit dem Vorsatz gebaut worden, bei einem Minimum an Eigengewicht ein Maximum an Stärke zu erreichen.
Bei seiner Versenkung war das Schiff alt und undicht, was sich an den Reparaturen am Boden und der nachträglichen Dichtung um etliche Dübel zeigt.
Auch von Skuldelev II existiert ein Nachbau, die Havhingsten fra Glendalough.

### Skuldelev III

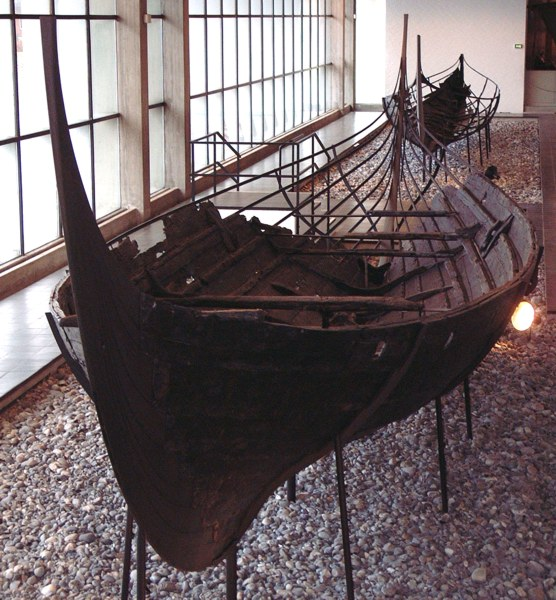
Skuldelev III im Wikingerschiffsmuseum in Roskilde

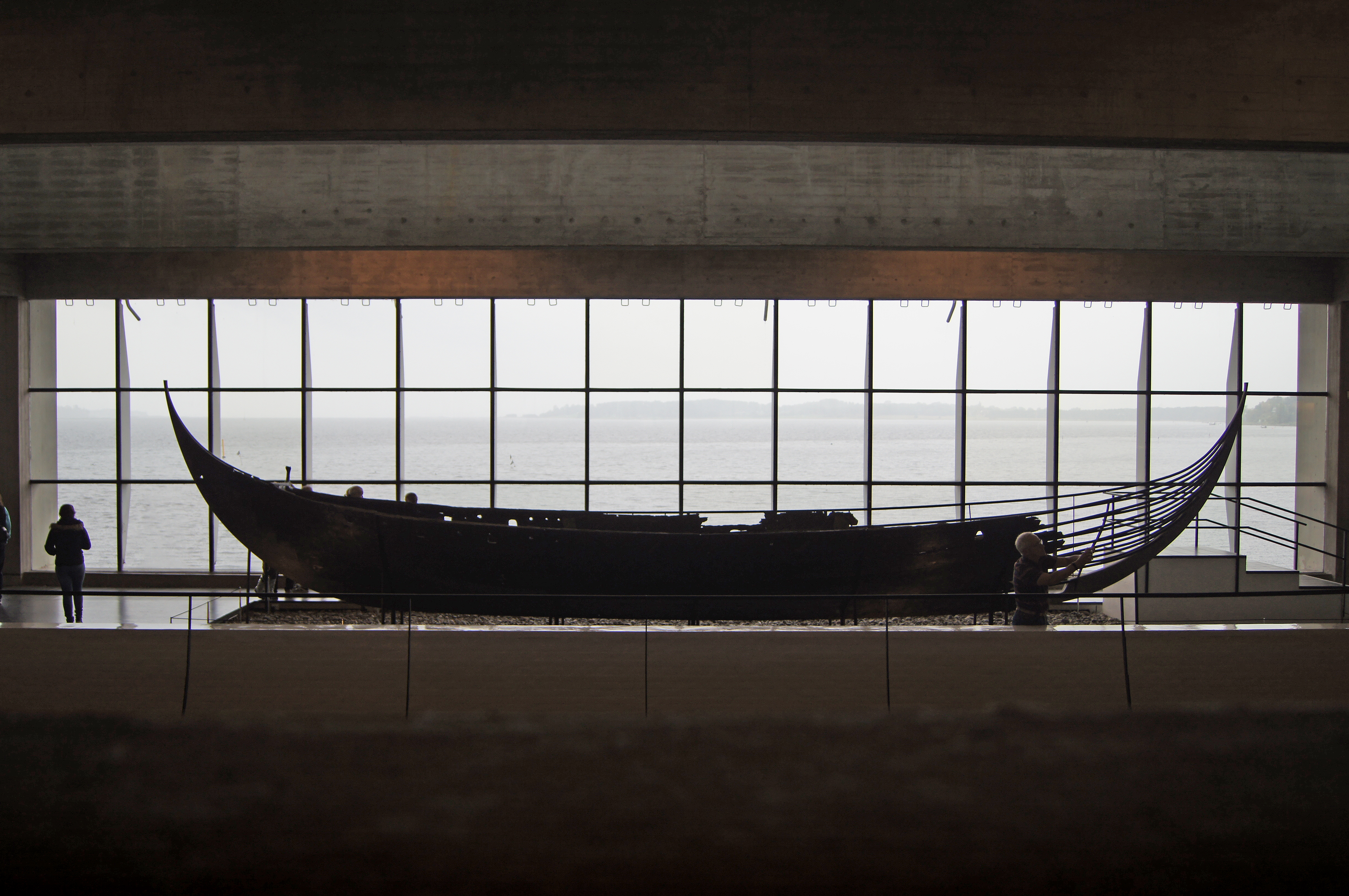
Skuldelev III im Wikingerschiffsmuseum in Roskilde

Das Skuldelev III ist ein kleines, elegantes Fracht- und Reiseschiff, das aber mit seiner Länge von 13 bis 14 m und seiner Breite von 3,30 m bei einer Höhe von 1,40 m (mittschiffs) weniger für rauere Gewässer, sondern eher für den Transport in Nord- und Ostsee geeignet war. Man hat es die Flüsse hinaufsegeln und über kurze Strecken auch über Land ziehen können.
Es wird angenommen, dass die kleine, um 1060 gebaute Knorr für im Roskilde-Gebiet gebaute Schiffe typisch ist. Von der größeren Knorr (Skuldelev I) unterscheidet sie sich außer in den Abmessungen durch massive, einteilige Steven mit herausgearbeiteten Plankenansätzen und durch fehlende Seitenspante. In den Seitenflächen der Steven setzen sich die Stufungen fort, die für eine geklinkerte Außenhaut typisch sind. Die einzelnen Planken überlappen sich um 3–4 cm. Insgesamt hat sie acht aus Eiche gearbeitete Plankengänge, von denen die oberen drei durch Längsstringer verstärkt sind. Auf den nicht geraden Kiel sind insgesamt elf Spante gesetzt. Ein massiver Schottspant verstärkt ähnlich älteren Schiffen die Stevenbereiche. Der feststehende Mast wird durch das Kielschwein und Querbalken gehalten, die fest mit dem Schiffskörper verbunden sind. Knie, die von beiden Seiten gegen das Kielschwein gesetzt sind und dieses mit den Spanten verbinden, steifen diesen Schiffsbereich zusätzlich aus. Die Stahlteile sind vollständig zerfallen; aber aus den Spuren im Holz wird der Durchmesser der Stahlniete auf 7 bis 9 mm und die Abmessungen der rechteckigen Klinkscheiben auf etwa 20–25 mm geschätzt. Die unteren Plankengänge sind 25 bis 30 cm breit; 42 cm sind es bei den oberen. Die glatten Planken haben einen nach außen gewölbten Querschnitt, der in der Plankenmitte 2,5 bis 3,4 cm und an den Rändern 1 bis 1,5 cm dick ist. Mittschiffs hatte sie einen ca. 4 m langen, offenen Laderaum von ungefähr 10 m³ (bis Oberkante Reling) und eine Nutzlast von 4,6 Tonnen. Vorn und achtern besaß sie je ein Halbdeck; vorne hat sie drei Riemenpforten an Backbord und zwei an Steuerbord sowie achtern je eine an Steuer- und Backbord. Aber nur vier wiesen sichtbare Nutzungsspuren auf. Daher hatte sie wahrscheinlich nur 5–6 Mann Besatzung.
Einer der Nachbauten, die Roar Ege, hat sich als seetüchtiges und wendiges Handelsschiff erwiesen, das die ungewöhnliche Geschwindigkeit von 8,5 Knoten unter Segeln erreichte; unter den vier Riemenpaaren aber nur 2 Knoten. Zwar war das Schiff nicht so schnell wie die großen Langschiffe, aber es beförderte erstaunlich viel Fracht und war einfach zu segeln.
Das vergleichbare Galtabäck-Schiff stammt von Varberg in Schweden.

### Skuldelev IV
Bei Skuldelev IV handelt es sich um anfangs als eigenes Schiff gedeutete Wrackteile von Skuldelev II.

### Skuldelev V

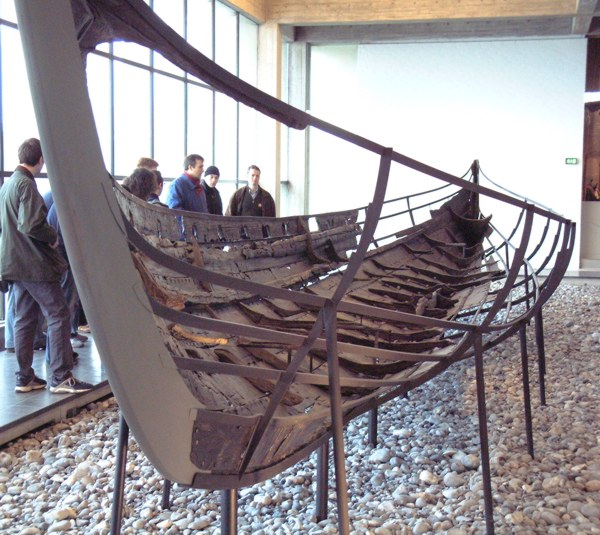
Skuldelev V im Wikingerschiffsmuseum in Roskilde

Skuldelev V ist mit seinen 17,3 m Länge und einer Breite von 2,5 m ein kleineres Kriegsschiff – vielleicht ein Mannschaftsschiff. Es wurde vermutlich von Bauern aus der Umgebung von Roskilde im Rahmen ihrer Verpflichtung zum Kriegsdienst gebaut und instand gehalten.
Mit 13 Ruderpaaren und einer Besatzung von etwa 30 Kriegern gehörte es zu den 13-Sessern, den kleinsten Langschiffen der Kriegsflotte. Das Schiff war ideal für die dänischen Gewässer und die kurzen, kabbeligen Wellen der Ostsee geeignet. Die Marschfahrt auf längeren Strecken betrug ca. 6 Knoten bei günstigem Wind, die Höchstfahrt vermutlich das Doppelte. Somit konnte dieses Schiff die meisten Schiffe einholen bzw. ihnen davonsegeln.
Auf jeder Seite hat das Schiff sieben Plankengänge; die unteren vier Planken sind aus Eiche und die drei oberen aus Esche. Diese 10 bis 14 m langen Eschenplanken befanden sich früher an einem anderen Schiff. Über jedem der 16 Spanten ist ein Querbalken, auf dem aus losen Planken ein Deck gelegen hat. 30 cm über den Decksbalken waren an 13 Spanten ganz schmale Ruderbänke angebracht, bei denen im obersten Bord Löcher für die Riemen waren. Insgesamt hatte es also 26 Riemen. Das kräftige Dollbord hat verschiedenartige Ruderlöcher. Bei einigen beträgt der Abstand 78 cm; überlagert von Löchern im Abstand von 90–95 cm. Dies lässt auf eine zweimalige Verwendung des Bordes schließen und zwar zuerst bei einem Schiff, bei dem der 78 cm Abstand zum übrigen Schiffbau passte. Die überflüssigen Löcher wurden mit kleinen Holzplatten geschlossen. Des Weiteren kennzeichnen glatte Planken, getreppte Spanten, Längsstringer und Segeleinrichtungen dieses Schiff.
Bei der Versenkung war das Schiff schon alt. Reparaturen und Spuren des Verschleißes an der Unterseite der Bodenplanken und am Kiel beweisen, dass das Schiff im Laufe der Zeit unzählige Male auf den Strand gezogen wurde.
Ein Nachbau des Schiffes, die Helge Ask, erreichte bei Testfahrten eine Geschwindigkeit von 14 Knoten.
Der älteste noch existierende Nachbau eines Wikingerschiffes ist die Sebbe Als. Das Schiff wurde von 1967 bis 1969 von den Pfadfindern in Augustenborg nach Zeichnungen des Wracks Nr. 5 von Skuldelev in der Roskilde Förde gebaut. Die Arbeiten wurden mit Kopien von Originalwerkzeugen und unter Beratung und Anleitung des Wikingerschiffsmuseums in Roskilde durchgeführt. Heute wird Sebbe Als vom Verein Skibslaget Sebbe Als verwaltet, der im Februar 1969 gegründet wurde.

### Skuldelev VI

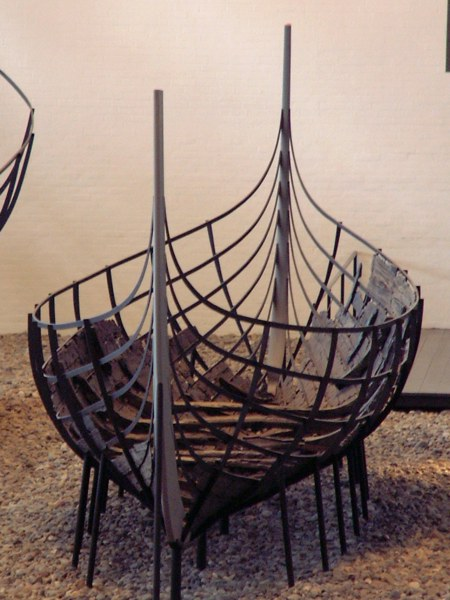
Skuldelev VI im Wikingerschiffsmuseum in Roskilde

Skuldelev VI diente wie die Skuldelev-Schiffe I und III zivilen Zwecken. Von den Abmessungen her mit 11,2 m und einer Breite von 2,5 m das kleinste in der Sammlung, ist es ein kombiniertes Ruder- und Segelboot, das vermutlich für Fischerei und Jagd gebaut wurde.
Nach der Größe des Kielschweins zu urteilen, war es wahrscheinlich nur mit einem kleinen Segel ausgerüstet. Da die oberen Abschnitte der Bordwände stark beschädigt sind, konnten keine Riemenpforten nachgewiesen werden. Es wird aber angenommen, dass einige zum ufernahen Manövrieren vorhanden waren. Recht tief im Schiff befinden sich einige breite Querbalken, die zum Sitzen einladen, aber zu tief sind, um als Ruderbänke verwendet zu werden. Vielleicht haben die Ruderer auf diesen Balken gestanden, denn von einem Deck gibt es keine Spur.
Das Boot wurde in Norwegen aus Kieferplanken gebaut und später um eine Planke an jeder Seite erhöht. Bei diesem Umbau wurden die ursprünglichen Dollen zur Befestigung der Riemen entfernt. Die Anzahl der Riemen wurde dabei verringert. Vermutlich wurde das Boot umgebaut, um damit besser Lasten transportieren zu können.
Ein Nachbau des Schiffes, die Kraka Fyr, erreichte eine Durchschnittsgeschwindigkeit von 4 – 5 Knoten und maximal 9 – 12 Knoten.

## Dokumentarfilme
- Das Rätsel von Roskilde. (= Die Wikinger – Fakten und Legenden. Folge 5). 44 Min. Ein Film von Jeremy Freeston. Vereinigtes Königreich 2018.[5][6]